# Milton Wallace
Milton Wallace, född 2 januari 1912, död 20 april 1995, var en friidrottare från Kanada. Han deltog vid olympiska sommarspelen 1936.